# Trận Cao Bằng (1949)
Trận Cao Bằng là một chiến dịch diễn ra ở miền bắc Đông Dương trong Chiến tranh Đông Dương giữa Quân đội viễn chinh Pháp vùng Viễn Đông và Việt Minh, từ tháng 10 năm 1947 và lên đến đỉnh điểm vào ngày 3 tháng 9 năm 1949. Kể từ khi bắt đầu xung đột, lực lượng Việt Minh đã phục kích các đoàn xe của Pháp dọc biên giới Việt – Trung, từ Vịnh Bắc Bộ theo tuyến đường dài 247 dặm tới đồn trú của Pháp tại Cao Bằng, được gọi là Đường số 4 (Route Colonial 4, viết tắt RC4). Các cuộc phục kích liên tiếp buộc Pháp mở các chiến dịch tăng cường sức mạnh lặp đi lặp lại để mở lại con đường, trong đó có một chiến dịch tốn kém của Binh đoàn Lê dương Pháp vào tháng 2 năm 1948. Ngày 25 tháng 7 năm 1948, đồn Cao Bằng bị tấn công và cầm cự trong ba ngày với hai đại đội phòng thủ chống lại hai tiểu đoàn của Việt Minh. Ngoài ra trong năm 1948 có thêm 28 cuộc phục kích nữa diễn ra.
Tháng 2 năm 1949, năm tiểu đoàn và đơn vị súng cối của Việt Minh chiếm đồn Pháp ở Lào Cai và tiếp tục phục kích trong mùa gió mùa. Ngày 3 tháng 9 năm 1949, một đoàn xe tiếp viện gồm 100 chiếc rời Thất Khê và di chuyển quãng đường 16 dặm (26 km) dưới lớp bảo vệ của bộ binh. Đoàn xe của quân Pháp, với mỗi chiếc chỉ có một người, bị phục kích bằng hỏa lực tự động. 20 chiếc xe tải đầu tiên và 10 chiếc cuối cùng phải dừng lại, còn phần giữa bị đạn pháo tiêu diệt. Ngày hôm sau, quân Pháp tái chiếm các cao điểm bị bao vây, nhưng rốt cuộc chỉ có 4 lính Pháp bị thương được tìm thấy còn sống.
Trận Cao Bằng đã làm thay đổi cách vận hành các đoàn xe trong thời gian còn lại của cuộc chiến. Các phương tiện sau đó di chuyển từ đồn này sang đồn khác trong một đoàn xe gồm 10-12 chiếc, dưới lớp bảo vệ của quân Pháp và có máy bay giám sát. Trong suốt năm 1950, các đoàn xe tiếp tế tới Cao Bằng ngừng hoạt động để chuyển sang cung cấp bằng đường hàng không.